# Заозерне (Біржан-сала район)
Заозе́рне (каз. Заозёрное) — село у складі району Біржан-сала Акмолинської області Казахстану. Адміністративний центр та єдиний населений пункт Заозерної сільської адміністрації.
Населення — 267 осіб (2021; 436 у 2009, 1896 у 1999).
До 2005 року село мало статус селища, в радянські часи — смт.

## Історія
Селище 3-ї партії було засноване на початку 1960-их років у зв'язку з відкриттям уранового родовища. Селища входило до складу підприємства Цілинного гірничо-хімічного комбінату, що у Степногорську. Пізніше селище було перейменоване на Заозерний та було засекреченим місцем на прямому московському утриманні. Його навіть на картах не зображали. Населенні досягало 10 тисяч осіб. У 1990-х роках уранове виробництво закрилось, копальні були законсервовані, люди почали покидати селище.
На сьогодні уранові шахти закриті, інфраструктура зруйнована, виникла проблема із захороненням радіоактивних відвалів. У селі працює школа, жителі займаються розбиранням пустих будинків на будівельні матеріали. Неподалік Заозерного працює ТОВ «ВО „Кокше-Цемент“».